# دزد را بزن
دزد را بزن (انگلیسی: Swat the Crook) یک فیلم کمدی صامت کوتاه به تهیه‌کنندگی هال روچ است که در سال ۱۹۱۹ منتشر شد.

## بازیگران
- هارولد لوید
- اسناب پالرد
- ببه دنیلز
- سمی بروکس
- لو هاروی
- دی لمپتون
- گاس لئونارد
- ماری موسکینی
- فرد سی. نیومیر
- جیمز پروت
- دوروثیا والبرت
- نوآ یانگ